# 西溪忠勇侯廟
西溪忠勇侯廟，古名王公宮，臺灣澎湖縣湖西鄉西溪村廟宇，主祀忠勇侯，法師流派為「普庵派」。:146-147

## 沿革
西溪忠勇侯廟座落聚落北端，主祀神明姓王，故昔稱王公宮，王公神尊原型不詳，一說王公乃形仿關聖帝君而來，真實性待考；其建廟時間亦不詳，根據忠勇侯廟內藏的「溥德休徵」牌匾落款年份為乾隆戊申年的文物佐證，西溪忠勇侯廟最遲於乾隆53年（1788年）即已立廟。不過，西溪村法師陳根条一般咸信忠勇侯廟的立廟時間應早於乾隆32年（1767年）建廟的西溪北極殿:146-147，地方人士甚至認為忠勇侯廟的歷史比西溪村和鄰近紅羅村（紅羅罩）的公廟都來得更為悠久。
跟育民國54年（1965年）所立〈忠勇侯廟記〉碑文敘述，忠勇侯建廟之初，係靠聚落僅18名男丁戮力而就，香火歷時二百餘年不衰，後於民國53年（1964年）間忠勇侯廟宇老舊傾圯，鄉佬高石硯、鄭水良和高百興等發起募款重修，擇翌年農曆八月十三日之吉日與西溪將軍公廟一併修建，忠勇侯廟就舊地基處原地築起，增高一尺，立面全換石堵，屋瓦鋪用水泥，歷時四個月翻修完畢，順利於同年農曆十二月初十入火安座。:146-147
民國80年（1991年），西溪忠勇侯廟重新整修，除替換原福杉樑柱，形制大致保留原貌。:146-147

## 建築
西溪忠勇侯廟座北朝南，廟身正面寬4.93公尺、縱深8.5公尺、佔地面積12.68坪。其建築風格為閩南式單落建築，為澎湖民國40年代（1950年代）後常見樣式。因民國70年代（1980年代）末期之後，澎湖地方的寺廟建材多改鋼筋水泥為主，外觀形制業已大幅改變，西溪忠勇侯廟為少數仍保持古樸特色的廟宇。:146-147
忠勇侯廟屋頂三川脊上方塑有「雙龍搶珠」、燕尾脊處塑草花，屋頂鋪以紅瓦、滴水處則鑲上綠釉瓦當。其立面裝修建材為玄武岩，裙堵雕麒麟為飾、龍堵雕鳳凰和牡丹，虎堵則雕麒麟和花鳥，水車堵的剪黏以三國演義的典故為題材。西溪村在民國40至50年代（1950年至1960年代）之間，村落男丁從事「打石業」風氣極盛，便將純手工打造風格反應於忠勇侯廟的建築上，堪稱庶民文化結合宮廟工藝的典範，被《湖西鄉廟宇史》作者甘村吉評價為湖西鄉轄下22村中最具資格申請「縣級文物」的廟宇古蹟。:146-147

## 祀神
西溪忠勇侯廟主神供奉王公（忠勇侯）神像缺了一隻手，傳說王公在征戰的過程中，為救援部屬時不慎被敵軍砍掉所致，故雕刻師雕作忠勇侯金身時便僅造一隻手。右廂供奉註生娘娘、左廂併祀城隍公與福德正神，正殿神龕除主神外，亦安奉一尊哪吒太子爺神像。:146-147
其廟內祭祀事宜皆由西溪村民負責，每年操辦的神誕日乃有農曆正月初九玉皇大帝萬壽、二月初二土地公生、三月十八註生娘娘聖誕、四月初四太子爺聖誕、五月初五端午節、五月初六城隍爺聖誕、七月十八廟口普渡、八月十五主神王公聖誕，需請道士慶讚、十二月十五送神、十二月廿九做「年」。此外，每逢村廟西溪北極殿玄天上帝農曆三月初三的慶讚時，村民亦會延請忠勇侯金身赴往北極殿作客。:146-147
西溪當地流行「城隍王公阿子」一詞，形容王公神像的高大，城隍爺卻顯得嬌小，因兩尊神明的容貌相似，狀若父子，故而有此一俗諺。

## 圖輯

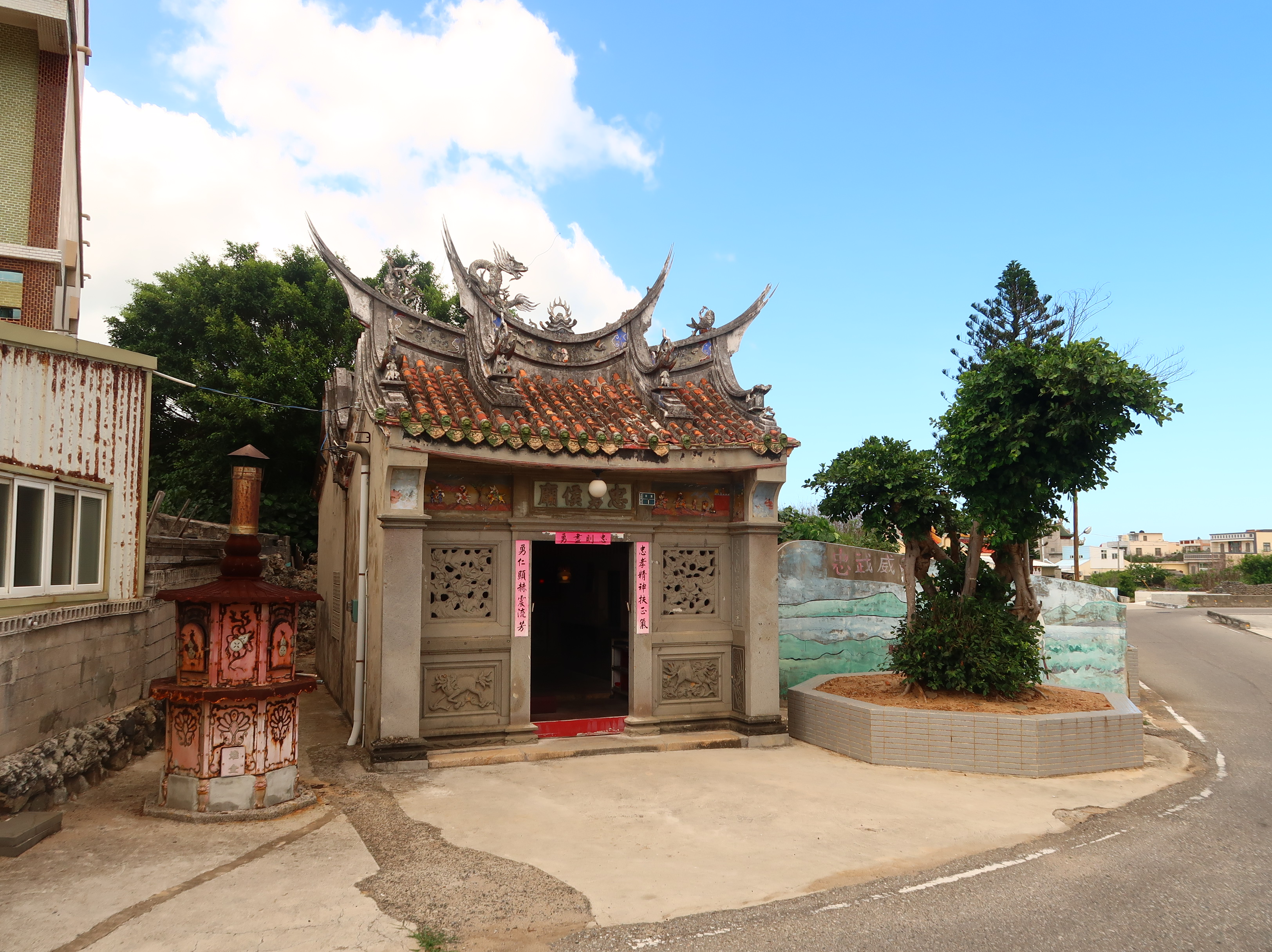
立面與金爐
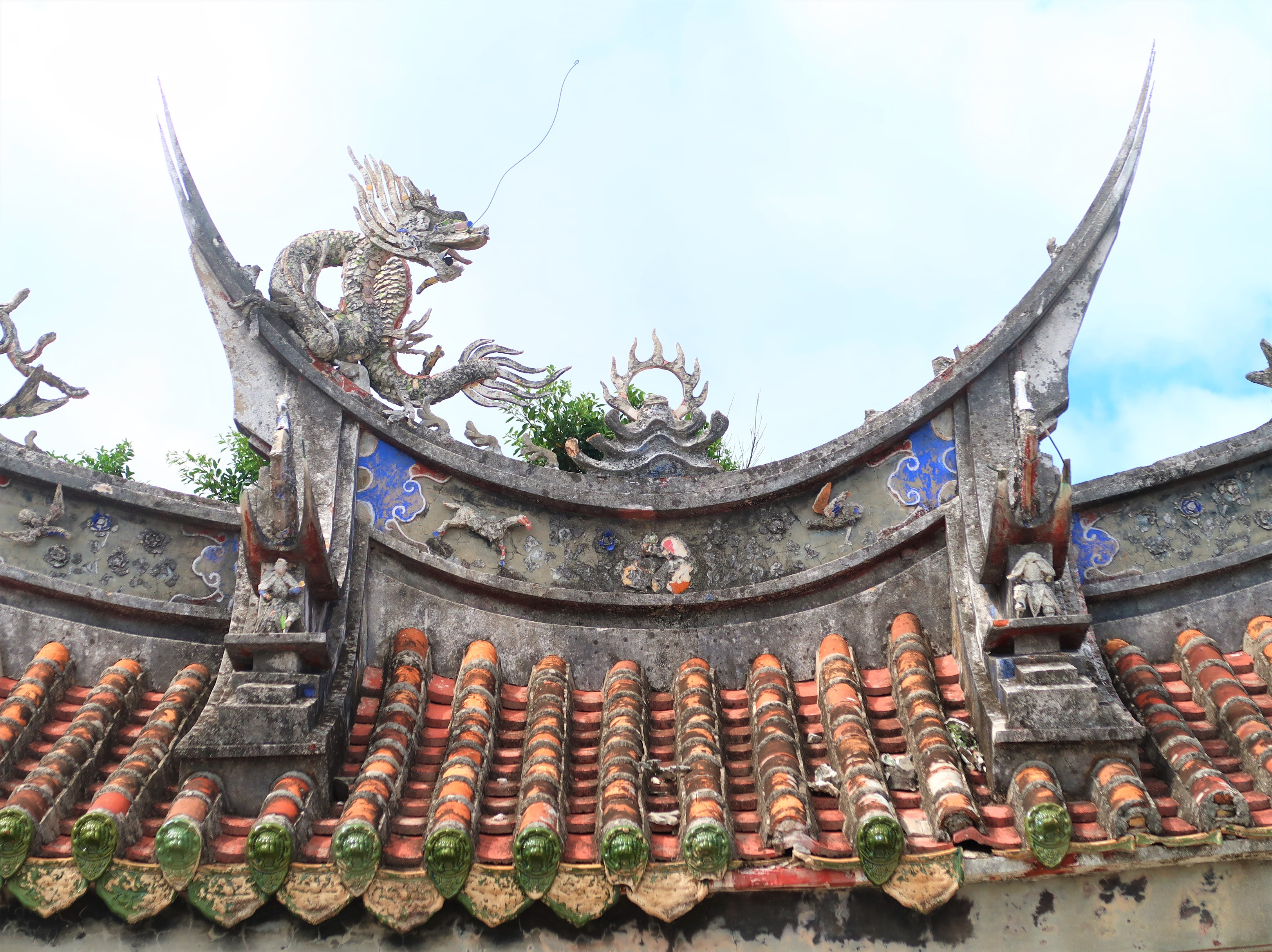
紅瓦屋頂雕作
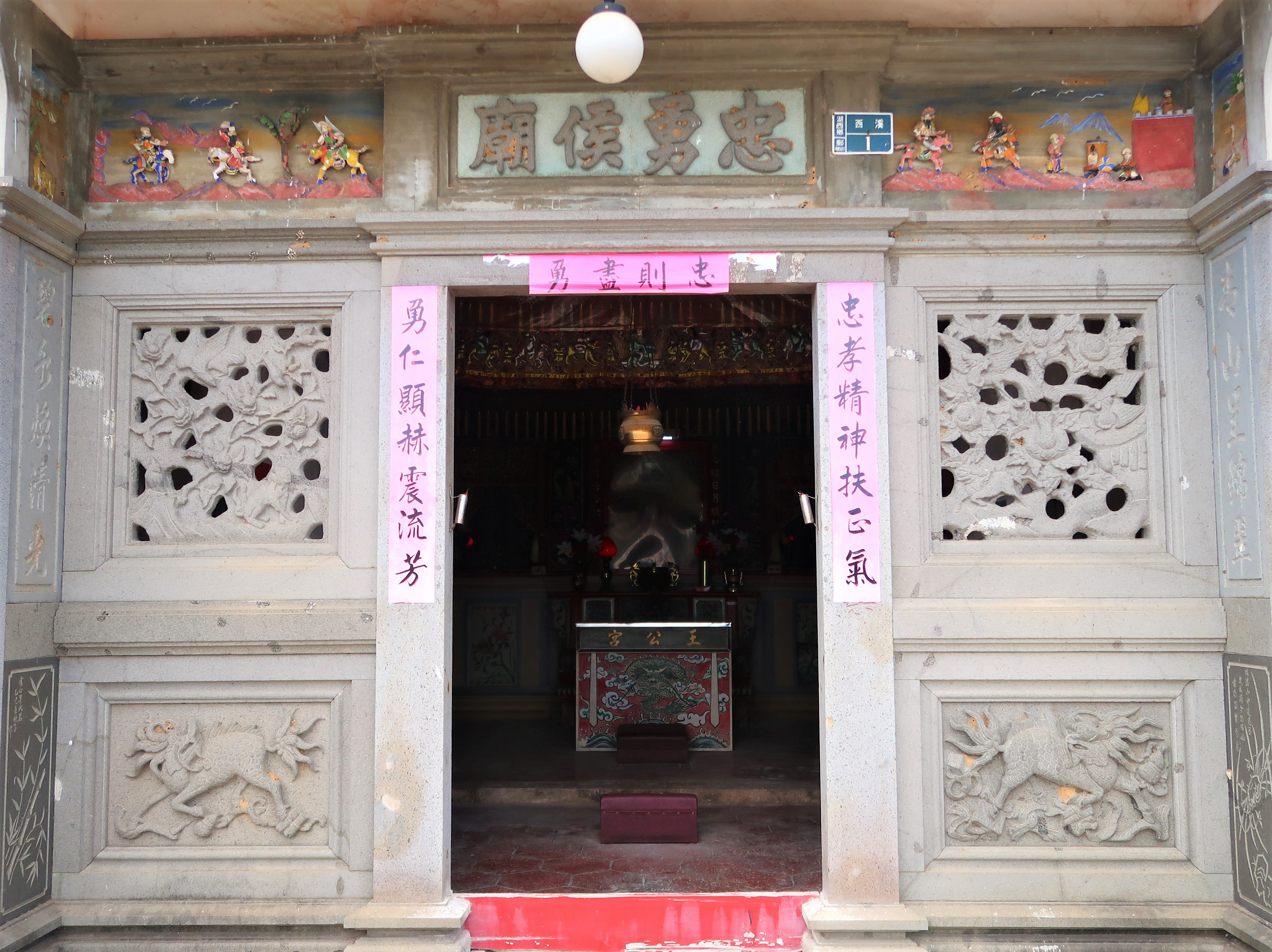
廟名牌與石雕門聯
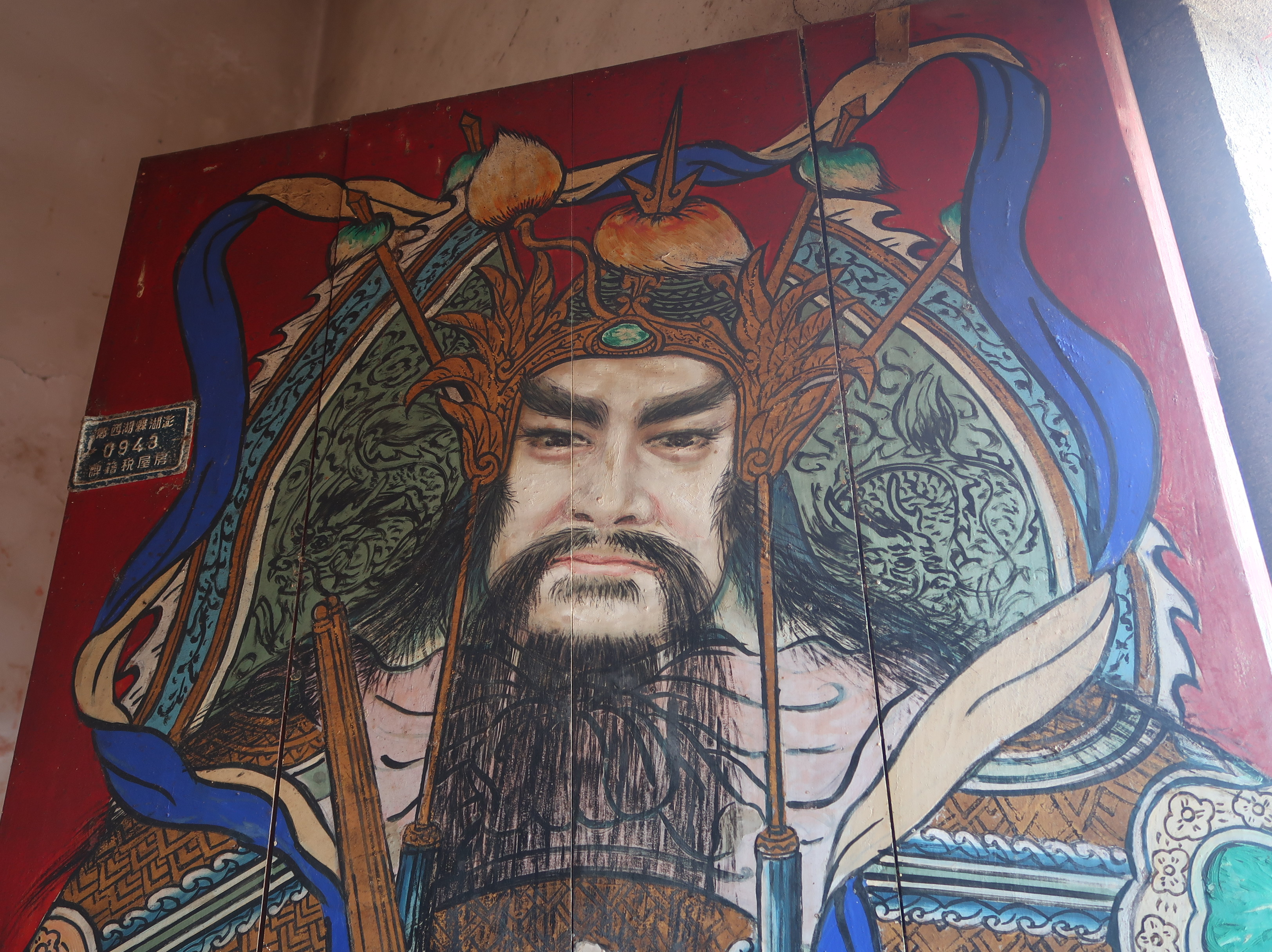
門神－秦叔寶
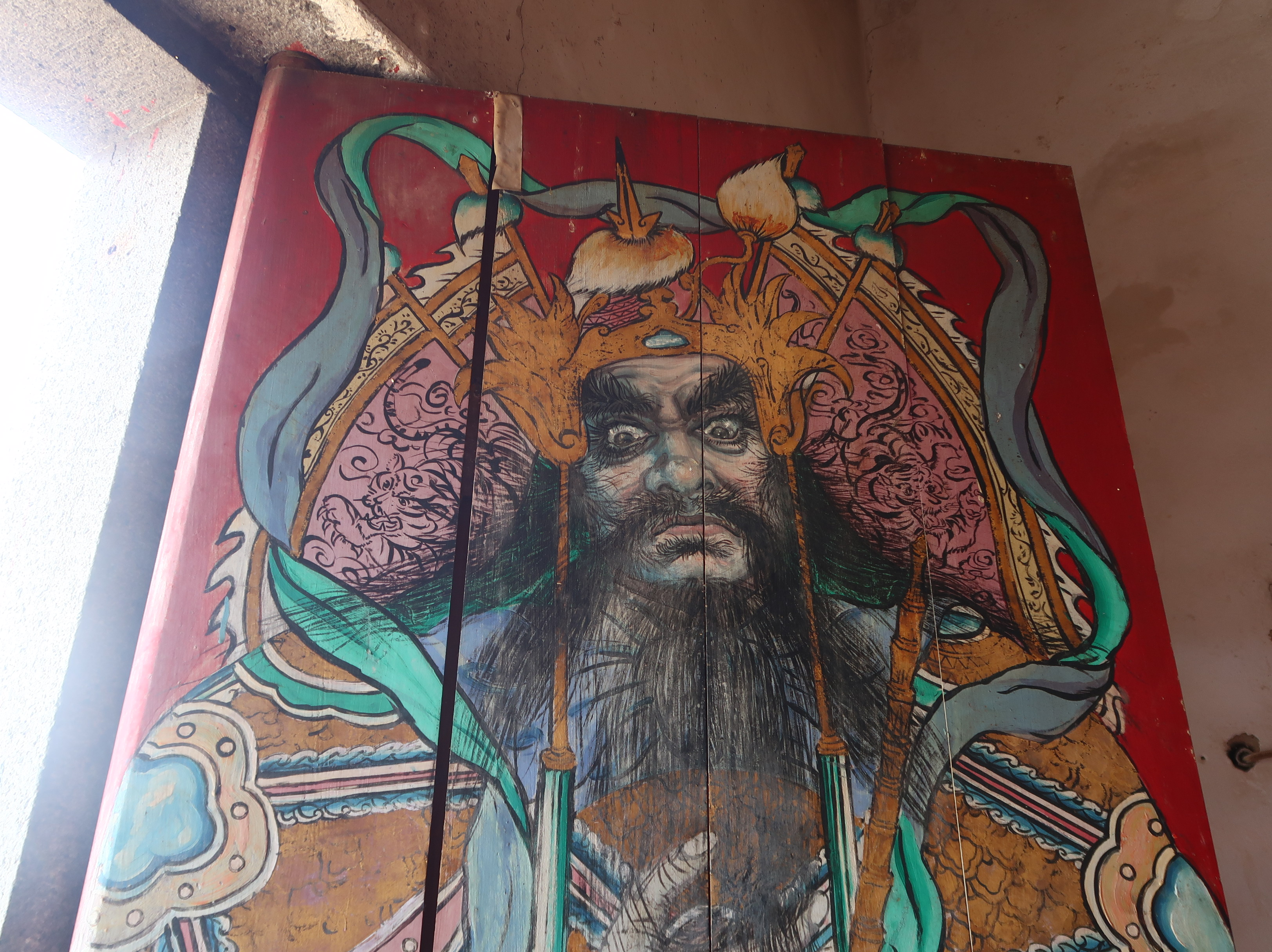
門神－尉遲恭
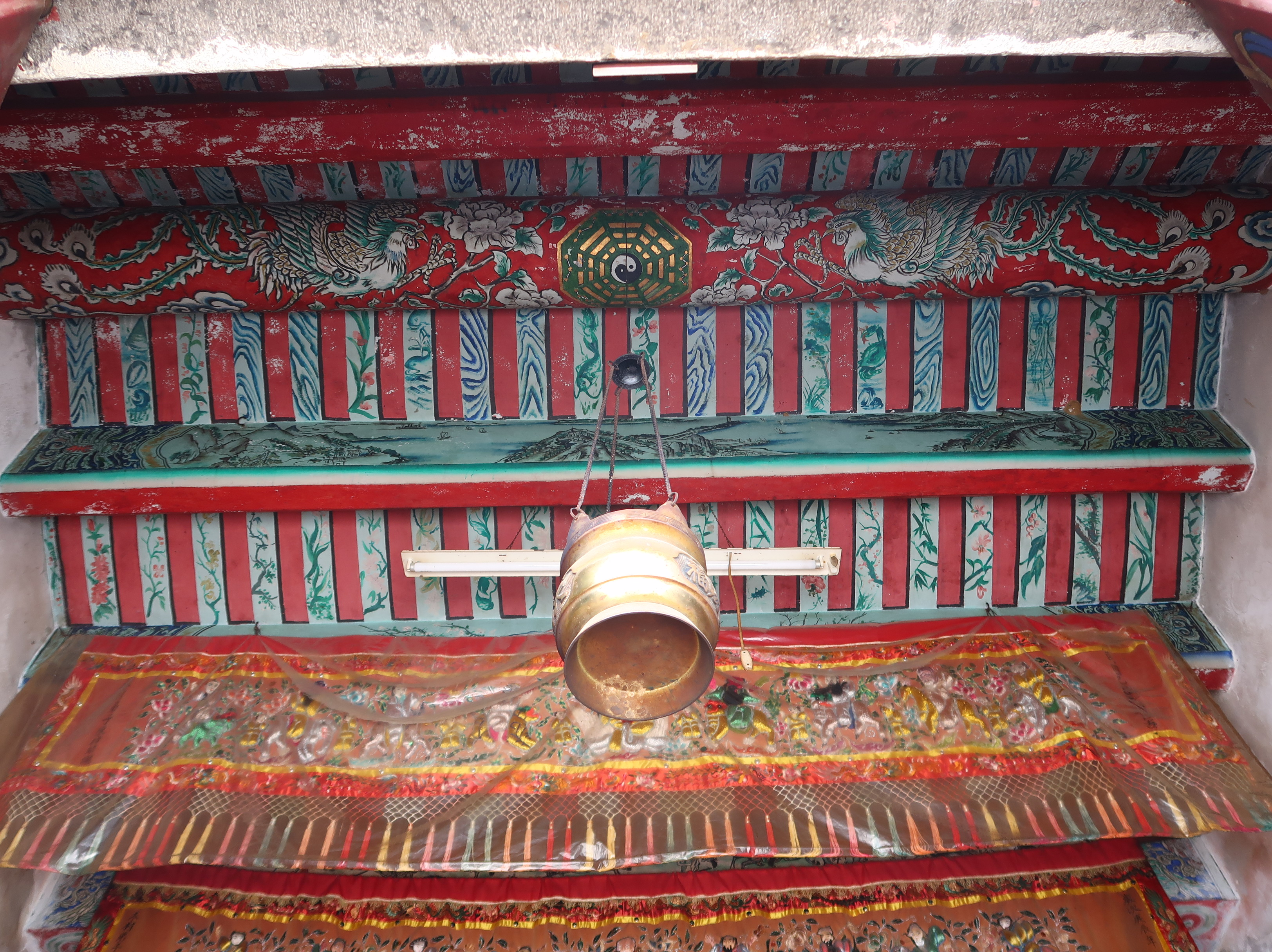
天花板彩繪
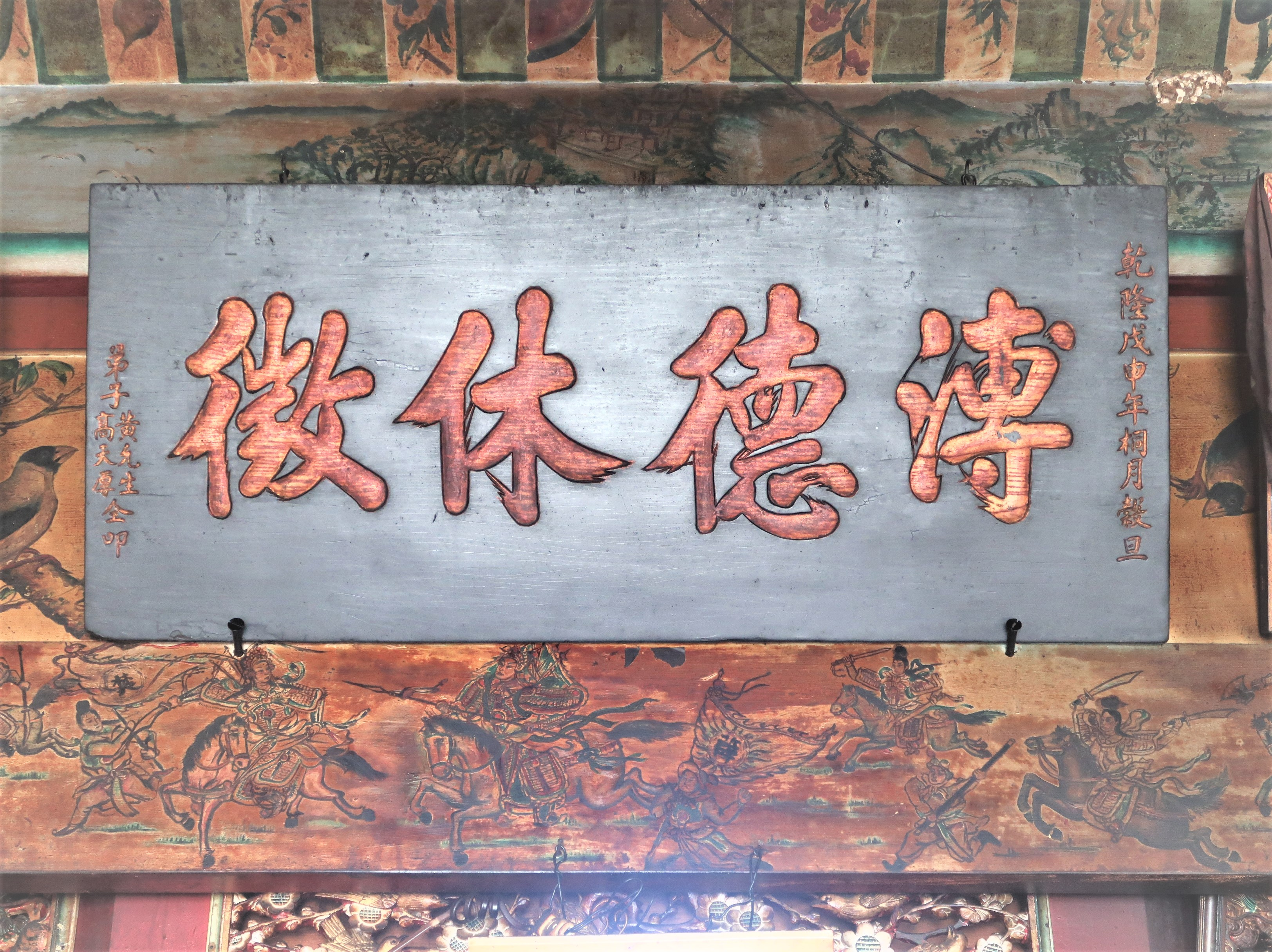
溥德休徵匾
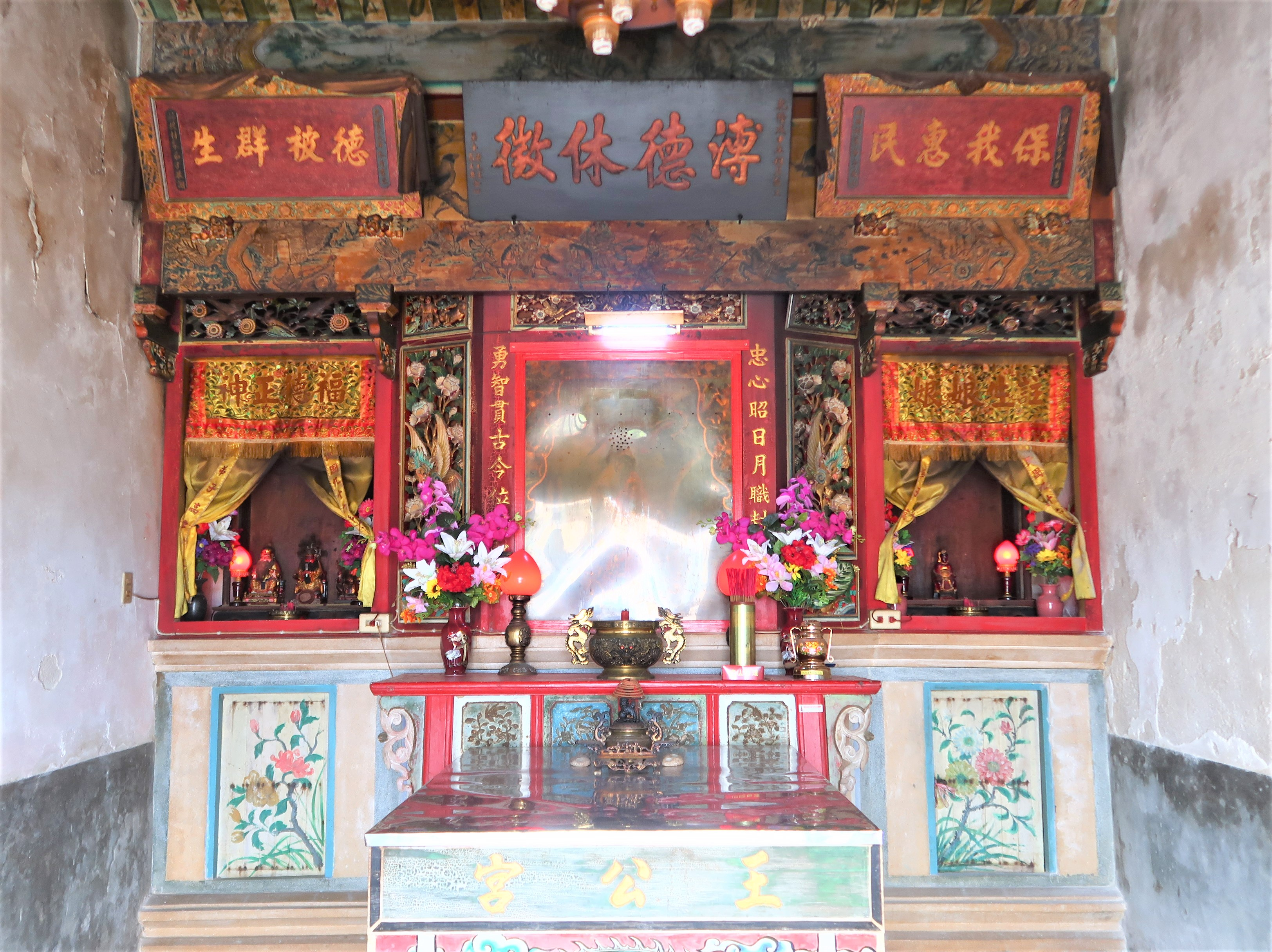
神明廳
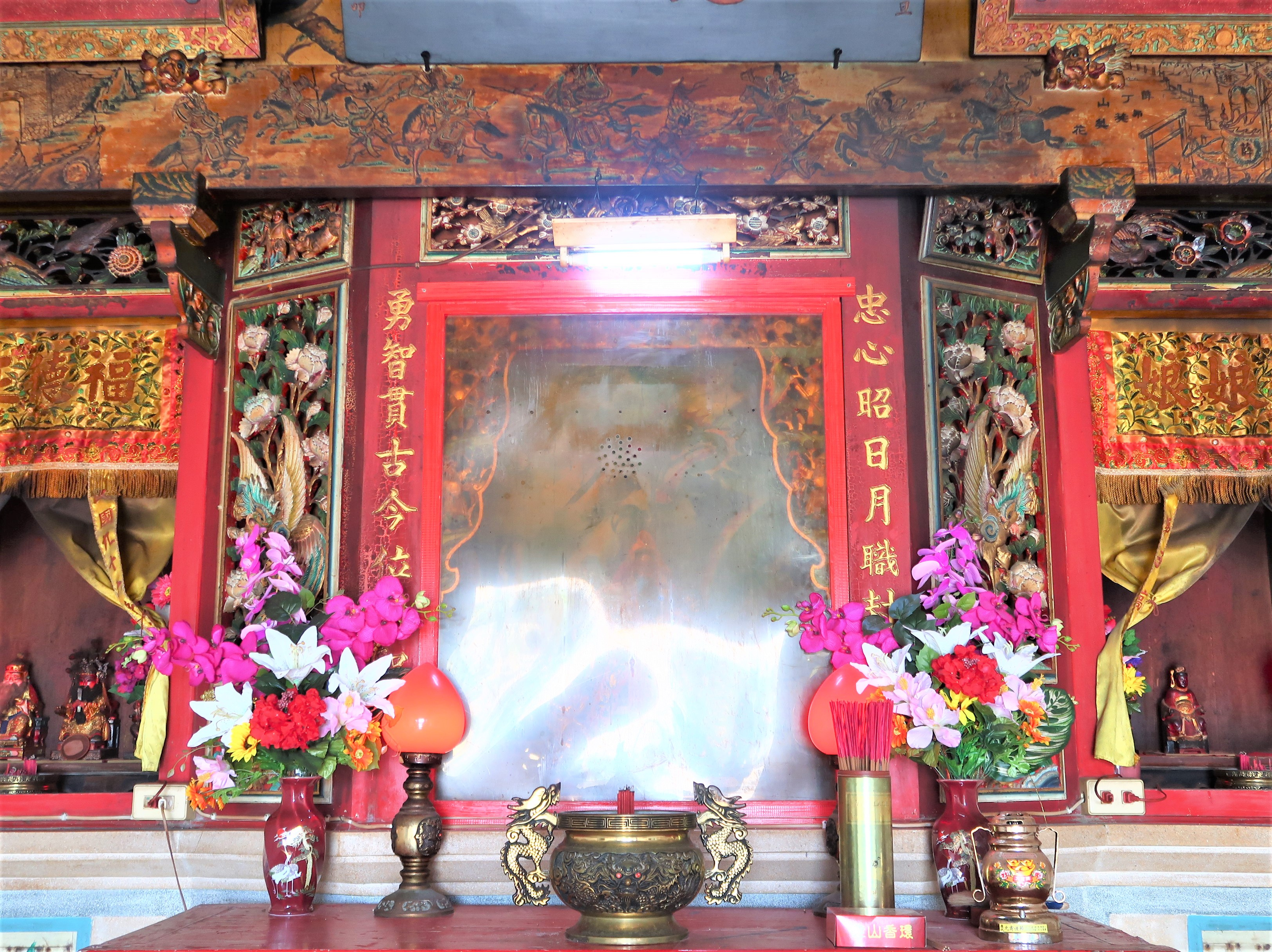
忠勇侯神龕與楹聯
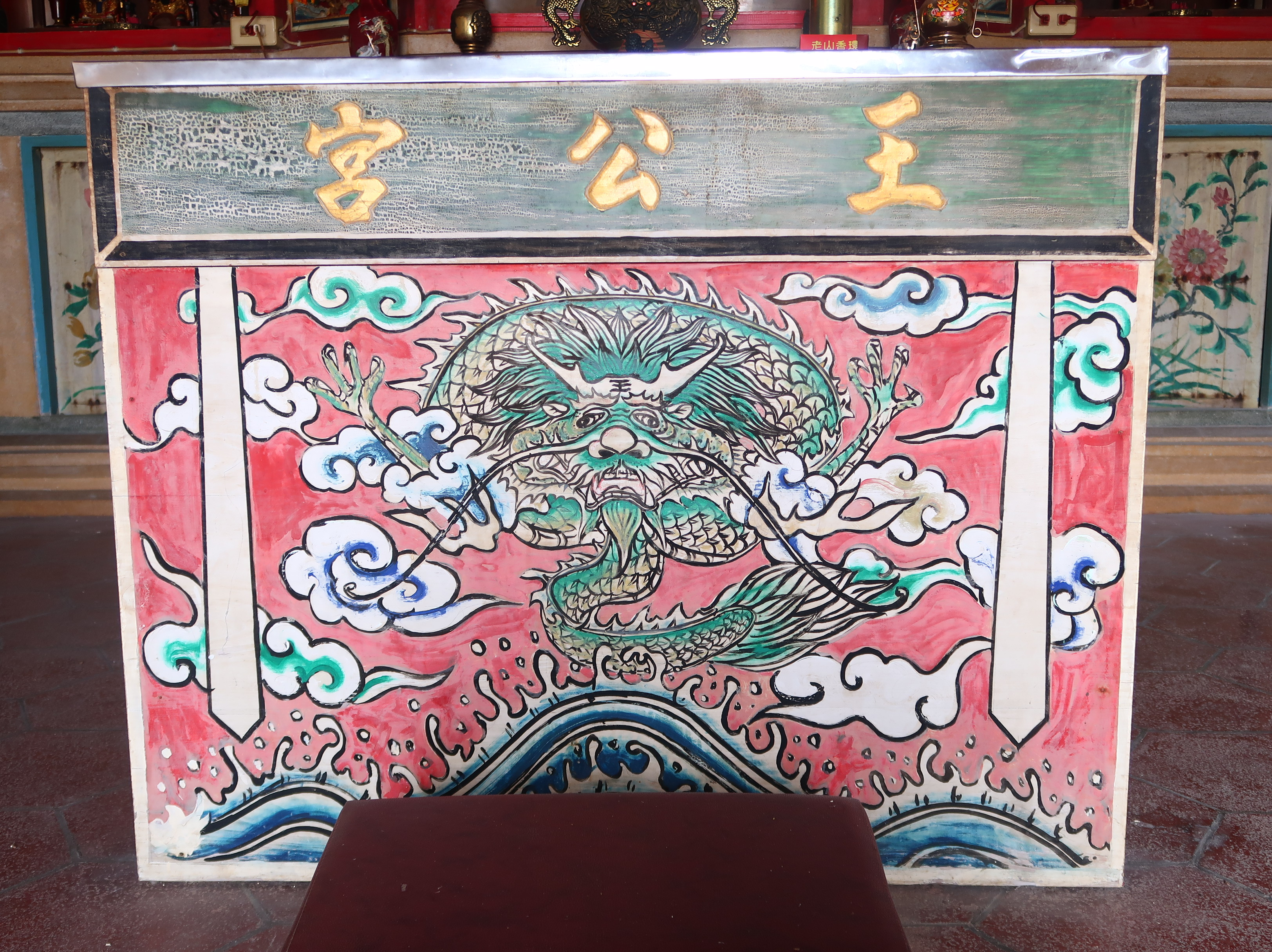
王公宮神案